# 2012-es Family Circle Cup
A 2012-es Family Circle Cup női tenisztornát a dél-Karolinai Charlestonban rendezték meg 2012. március 31. és április 8. között. A verseny Premier kategóriájú volt, a mérkőzéseket zöld salakos pályán játszották, 2012-ben jubileumi 40. alkalommal.
Az egyéni selejtezőben eredetileg 32 játékos indulhatott volna, ezt azonban megemelték 48-ra. Ennek következtében az eredetileg 740 000 dolláros pénzdíjat a szervezők 749 160 dollárra emelték.

## Győztesek
Egyéniben a tornagyőzelmet Serena Williams szerezte meg, a döntőben 58 perc alatt 6–0, 6–1-re legyőzve a cseh Lucie Šafářovát. Williams pályafutása negyvenedik egyéni címét szerezte meg, ezzel az open erában ő lett a tizennegyedik női játékos, aki ennyi tornát nyert, a verseny befejezésekor aktív játékosok közül pedig csak ketten előzték meg őt ebből a szempontból, nővére, Venus (43) és Kim Clijsters (41). Salakos borításon Serenának ez volt a negyedik egyéni sikere, Charlestonban 2008 után másodszor tudott győzni, úgy, hogy az egész torna során mindössze tizenöt játékot veszített, ami a 2012-es szezonban a legkevesebb az eddigi tornagyőztesek között.
Párosban az Anasztaszija Pavljucsenkova–Lucie Šafářová-páros szerezte meg a tornagyőzelmet, a negyeddöntőben a címvédő Szánija Mirza–Jelena Vesznyina-kettőst is elbúcsúztatva a versenytől. A szabadkártyával induló Pavljucsenkova és Šafářová a fináléban 5–7, 6–4, [10–6]-ra győzték le az Anabel Medina Garrigues–Jaroszlava Svedova-párost. Šafářovának ez volt az első tornagyőzelme párosban.

## Döntők

### Egyéni
Serena Williams –  Lucie Šafářová 6–0, 6–1

### Páros
Anasztaszija Pavljucsenkova /  Lucie Šafářová –  Anabel Medina Garrigues /  Jaroszlava Svedova 5–7, 6–4, [10–6]

## Világranglistapontok
| Eredmény           | Egyéni | Páros |
| ------------------ | ------ | ----- |
| Győzelem           | 470    | 470   |
| Döntő              | 320    | 320   |
| Elődöntő           | 200    | 200   |
| Negyeddöntő        | 120    | 120   |
| 16 között          | 60     | 1     |
| 32 között          | 40(1)  | –     |
| 56 között          | 1      | –     |
| Főtáblára jutás    | 12     | –     |
| Selejtező (döntő)  | 8      | –     |
| Selejtező (1. kör) | 1      | –     |

## Pénzdíjazás
A torna összdíjazása 749 160 amerikai dollár volt. Az egyéni bajnok 115 000 dollárt, a győztes páros együttesen 37 000 dollárt kapott.
| Eredmény           | Egyéni    | Páros    |
| ------------------ | --------- | -------- |
| Győzelem           | 115 000 $ | 37 000 $ |
| Döntő              | 59 000 $  | 19 500 $ |
| Elődöntő           | 30 000 $  | 10 000 $ |
| Negyeddöntő        | 15 500 $  | 5000 $   |
| 16 között          | 8110 $    | 2600 $   |
| 32 között          | 4100 $    | –        |
| 56 között          | 2075 $    | –        |
| Selejtező (döntő)  | 1150 $    | –        |
| Selejtező (1. kör) | 570 $     | –        |